# Victorí Planells Roig
Victorí Planells Roig (Eivissa, 1910 - 1991) va ser un pianista, docent i compositor eivissenc.
Com a músic va formar-se amb diversos mestres locals, entrant a formar part de la Banda Municipal de Música d'Eivissa l'any 1926, banda de la qual acabaria sent el director, des de l'any 1943 fins a la seva jubilació. Va dirigir, a més, la seva pròpia orquestrina, «Ibiza Jazz» i l'orquestra «Amigos de la música». En paral·lel, va treballar com a pianista de cinema mut al Teatre Serra d'Eivissa, com a professor de piano, i com professor de música a 'Institut d'Ensenyança Mitjana Santa Maria d'Eivissa. El 1933, va ser el primer president de la Joventut d'Acció Catòlica d'Eivissa.
L'Associació Pro Música de les Pitiüses el va fer Soci d'Honor i l'ajuntament d'Eivissa li dedicà un carrer.

## Obres

### Música per a banda
- La aldeana (1931), pasdoble de concert[1]
- Canto del batallón (1937), música per cor i banda, amb lletra d'Isidor Macabich i Llobet
- Cristo yacente, marxa fúnebre de processó
- Desdén gitano, sambra
- Ensueño (1964), vals de concert[8]
- Ibiza (1946), marxa de concert[2]
- Sanctum Sacramentum
- Viva Ibiza, pasdoble

### Música de cambra
- Ave Maria, per a veu i piano